# Fontannes

Fontannes este o comună în departamentul Haute-Loire, Franța. În 2009 avea o populație de 1,074 de locuitori.